# 1238 год
1238 (ты́сяча две́сти три́дцать восьмо́й) год  по юлианскому календарю — невисокосный год, начинающийся в пятницу. Это 1238 год нашей эры, 8‑й год 4‑го десятилетия XIII века 2‑го тысячелетия, 9‑й год 1230‑х годов. Он закончился 787 лет назад.
| Пн | Вт | Ср | Чт | Пт | Сб | Вс |
|    |    |    |    | 1  | 2  | 3  |
| 4  | 5  | 6  | 7  | 8  | 9  | 10 |
| 11 | 12 | 13 | 14 | 15 | 16 | 17 |
| 18 | 19 | 20 | 21 | 22 | 23 | 24 |
| 25 | 26 | 27 | 28 | 29 | 30 | 31 |

| Пн | Вт | Ср | Чт | Пт | Сб | Вс |
| 1  | 2  | 3  | 4  | 5  | 6  | 7  |
| 8  | 9  | 10 | 11 | 12 | 13 | 14 |
| 15 | 16 | 17 | 18 | 19 | 20 | 21 |
| 22 | 23 | 24 | 25 | 26 | 27 | 28 |

| Пн | Вт | Ср | Чт | Пт | Сб | Вс |
| 1  | 2  | 3  | 4  | 5  | 6  | 7  |
| 8  | 9  | 10 | 11 | 12 | 13 | 14 |
| 15 | 16 | 17 | 18 | 19 | 20 | 21 |
| 22 | 23 | 24 | 25 | 26 | 27 | 28 |
| 29 | 30 | 31 |    |    |    |    |

| Пн | Вт | Ср | Чт | Пт | Сб | Вс |
|    |    |    | 1  | 2  | 3  | 4  |
| 5  | 6  | 7  | 8  | 9  | 10 | 11 |
| 12 | 13 | 14 | 15 | 16 | 17 | 18 |
| 19 | 20 | 21 | 22 | 23 | 24 | 25 |
| 26 | 27 | 28 | 29 | 30 |    |    |

| Пн | Вт | Ср | Чт | Пт | Сб | Вс |
|    |    |    |    |    | 1  | 2  |
| 3  | 4  | 5  | 6  | 7  | 8  | 9  |
| 10 | 11 | 12 | 13 | 14 | 15 | 16 |
| 17 | 18 | 19 | 20 | 21 | 22 | 23 |
| 24 | 25 | 26 | 27 | 28 | 29 | 30 |
| 31 |    |    |    |    |    |    |

| Пн | Вт | Ср | Чт | Пт | Сб | Вс |
|    | 1  | 2  | 3  | 4  | 5  | 6  |
| 7  | 8  | 9  | 10 | 11 | 12 | 13 |
| 14 | 15 | 16 | 17 | 18 | 19 | 20 |
| 21 | 22 | 23 | 24 | 25 | 26 | 27 |
| 28 | 29 | 30 |    |    |    |    |

| Пн | Вт | Ср | Чт | Пт | Сб | Вс |
|    |    |    | 1  | 2  | 3  | 4  |
| 5  | 6  | 7  | 8  | 9  | 10 | 11 |
| 12 | 13 | 14 | 15 | 16 | 17 | 18 |
| 19 | 20 | 21 | 22 | 23 | 24 | 25 |
| 26 | 27 | 28 | 29 | 30 | 31 |    |

| Пн | Вт | Ср | Чт | Пт | Сб | Вс |
|    |    |    |    |    |    | 1  |
| 2  | 3  | 4  | 5  | 6  | 7  | 8  |
| 9  | 10 | 11 | 12 | 13 | 14 | 15 |
| 16 | 17 | 18 | 19 | 20 | 21 | 22 |
| 23 | 24 | 25 | 26 | 27 | 28 | 29 |
| 30 | 31 |    |    |    |    |    |

| Пн | Вт | Ср | Чт | Пт | Сб | Вс |
|    |    | 1  | 2  | 3  | 4  | 5  |
| 6  | 7  | 8  | 9  | 10 | 11 | 12 |
| 13 | 14 | 15 | 16 | 17 | 18 | 19 |
| 20 | 21 | 22 | 23 | 24 | 25 | 26 |
| 27 | 28 | 29 | 30 |    |    |    |

| Пн | Вт | Ср | Чт | Пт | Сб | Вс |
|    |    |    |    | 1  | 2  | 3  |
| 4  | 5  | 6  | 7  | 8  | 9  | 10 |
| 11 | 12 | 13 | 14 | 15 | 16 | 17 |
| 18 | 19 | 20 | 21 | 22 | 23 | 24 |
| 25 | 26 | 27 | 28 | 29 | 30 | 31 |

| Пн | Вт | Ср | Чт | Пт | Сб | Вс |
| 1  | 2  | 3  | 4  | 5  | 6  | 7  |
| 8  | 9  | 10 | 11 | 12 | 13 | 14 |
| 15 | 16 | 17 | 18 | 19 | 20 | 21 |
| 22 | 23 | 24 | 25 | 26 | 27 | 28 |
| 29 | 30 |    |    |    |    |    |

| Пн | Вт | Ср | Чт | Пт | Сб | Вс |
|    |    | 1  | 2  | 3  | 4  | 5  |
| 6  | 7  | 8  | 9  | 10 | 11 | 12 |
| 13 | 14 | 15 | 16 | 17 | 18 | 19 |
| 20 | 21 | 22 | 23 | 24 | 25 | 26 |
| 27 | 28 | 29 | 30 | 31 |    |    |

## События

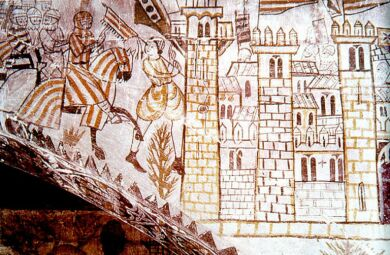
Хайме I Арагонский вступает в Валенсию 9 октября 1238 года

- 1233—1241 — Никейско-латино-болгарская война. Вооружённый конфликт между Никейской империей, Болгарией и Латинской империей[1].
- 1238—1492 — Гранадский эмират (третий раз).
- 7 июня — заключён Договор в Стенсби между датским королём Вальдемаром II и магистром Ливонского ордена Германом фон Балком при посредничестве папского легата Вильгельма Моденского. Договор разграничил сферы влияния Ливонского ордена и Датского королевства в Восточной Балтике[2].
- 28 сентября — Хайме I Арагонский взял Валенсию.
- Войско немецких рыцарей во главе с Бруно разгромлено под Дорогочином Даниилом Романовичем Галицким.
- Отпадение Гранады и Альмерии от Альмохадов.
- Основано первое тайское королевство Сукхотаи.

### Монгольская империя
- 1223—1240 — Монгольское завоевание Волжской Булгарии[3].
- 1235—1239 — третье Вторжение монголов в Корею. Серия военных кампаний Монгольской империи против Кореи (в те времена известной как Корё). Всего было шесть основных нашествий, нанёсших значительный урон стране. В результате Корея стала с 1259 года данником монгольской династии Юань на следующие 112 лет[4].
- 1236—1242 — Западный поход монголов. Поход войск Монгольской империи в Восточную и Центральную Европу во главе с чингизидом Батыем и военачальником Субэдэем[5].
- Монголы нанесли новое поражение половцам. Остатки половцев под предводительством хана Котяна бежали в Венгрию, где король Бела IV предоставил им земли для поселения[6].
- Монголы завершили завоевания земель черкес и ассов, начатое в 1237 году[6].
- Весна 1238 — половина 1239 — движение монгольских войск приостановлено. Разногласия Батыя и царевича Гаюка, сыном Угедея-хана, посланным в числе других царевичей в качестве помощника Батыя. Ссора Батыя с Гаюк и Бури (сын Чегатая) на пиру, высказав ему явное непослушание[6].
- Восстание крестьян и ремесленников в Бухарском оазисе во главе с Махмудом Тараби. Восставшие низложили садра, а Тараби провозгласили султаном и халифом. Восставшие разбили монгольское войско, но Махмуд Тараби погиб. В новой битве монголы победили и жестоко подавили восстание.

## Русь
Правление: 1218—1238 — Юрий II Всеволодович, 1238—1239 — Михаил Всеволодович (с весны киевский князь), 1238—1246 — Ярослав Всеволодович (владимирский князь).

### Правление Юрия Всеволодовича

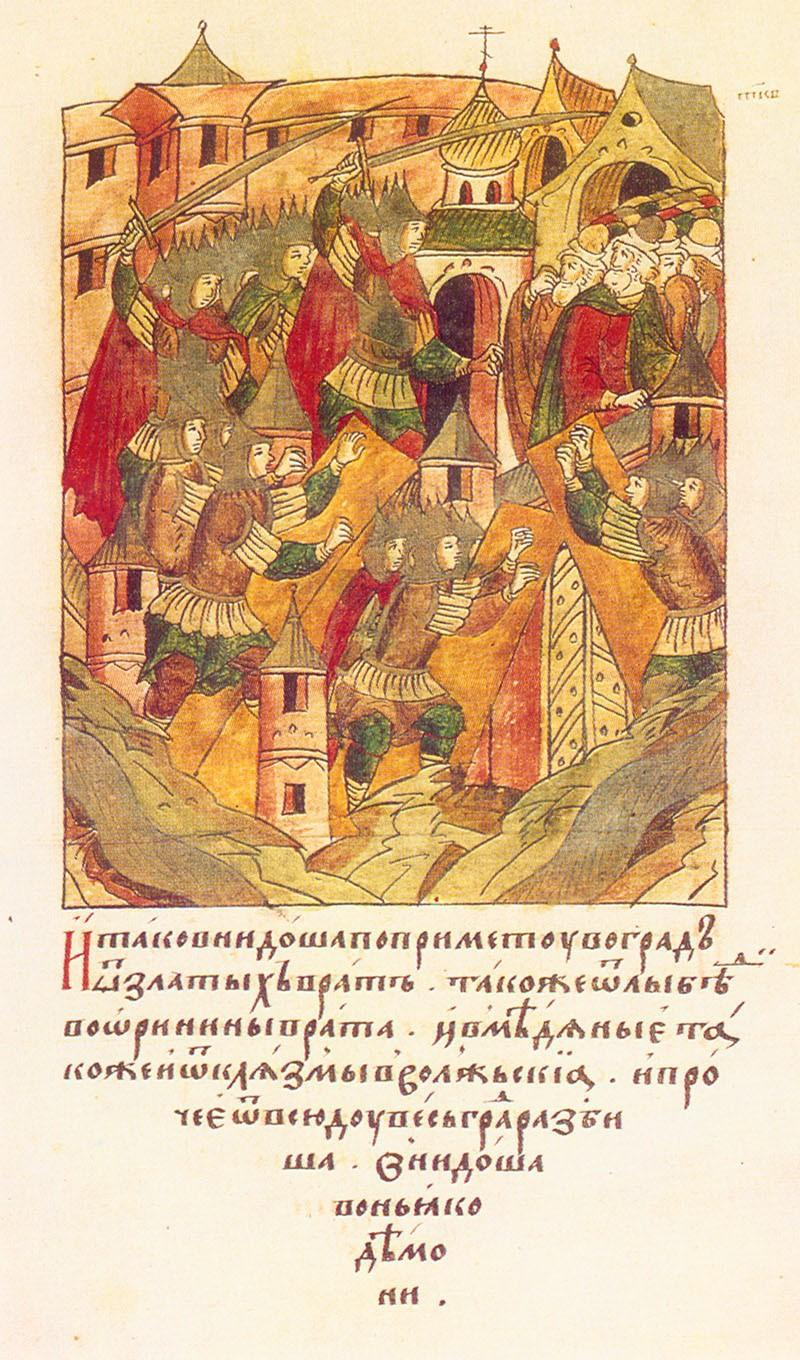
Взятие Владимира монголами. Миниатюра из русской летописи

- Начало года — Даниил Галицкий совершил поход на ятвягов, прерванный из-за разлива рек[7].
- Стародубское княжество выделено Ярославом Всеволодовичем младшему брату Ивану Всеволодовичу, ставшему основателем стародубских Рюриковичей[8].
- 1 января — сражение у Коломны: хан Батый разбил объединённые войска рязанского и владимирского княжеств. Монголы захватили и разграбили Коломну. В бою погиб младший сын Чингиз-хана — Кулькан. С остатками дружины Всеволод Юрьевич был вынужден отступить во Владимир[9].
- 20 января — Взятие Москвы: после 5-дневной осады, взятие монголами Москвы, была разграблена и сожжена вместе с пригородными сёлами. Люди от стариков до младенцев были перебиты, князь Владимир Юрьевич попал в плен[9].
- Конец января — монголы в течение недели запасаются фуражом и провиантом, после чего выступают к р. Клязьма, по льду которой идут к Владимиру[10].
- Юрий Всеволодович оставляет во Владимире своих сыновей Всеволода и Мстислава, а сам с малой дружиной "бежа в Ярославль" собирает войско и соединяется со своими племянниками Васильком, Всеволодом и Владимиром Константиновичами[10].
- 2—7 февраля — осада и взятие Владимира войсками Батыя. Во время осады погибли все сыновья великого князя Юрия Всеволодовича. Одновременно с столицей пали города Суздаль, Боголюбов и Кидекша[9].
- 07 февраля — Агафья Всеволодовна (в 1982 году отнесена к лику святых с включением её в Собор Владимирских святых), супруга Юрия Всеволодовича, принимает иноческое пострижение от епископа Митрофана (убит в тот же день). Вместе с ней на хорах собора церкви Успения Пресвятой Богородицы гибнут почти все её родные и близкие: сыновья, дочери, невестки, внучата. Погребена там же[11].
- 21 февраля — 5 марта — осада и захват города Торжок войсками Батыя[9].
- Конец февраля — Юрий Всеволодович на р. Сити, где с другими князьями готовится к битве с монголами, получает известие о падении Владимира и гибели семьи[10].
- 4 марта — битва на реке Сить. Победа монголов под предводительством Бурундая. Погиб владимирский князь Юрий Всеволодович[9].
- После ухода монгол с поля битвы епископ Кирилл II отыскивает тело Юрия Всеволодовича, привозит его в Ростов, где оно было временно погребено в соборе церкви Успения Пресвятой Богородицы[10].
- февраль—март — татаро-монголы разделились на тумены (подразделение 10 тысяч всадников) и широкой облавой прошлись по всей территории Северо-Восточной Руси. Были разорены и сожжены города: Онуза, Пронск, Белгород, Ижеславль, Ольгов, Коломна, Москва, Владимир, Боголюбов, Суздаль, Кинекшма, Стародуб Мстиславль, Кострома, Плёсо, Волок Ламский, Нижний Новгород, Ярославль, Ростов, Городец, Дмитров, Переславль-Залесский, Тверь, Юрьев Польский,  Углич, Галич-Мерский, Городец Радилов, Кашин, Торжок, Серенск, Козельск и другие[9].
- После захвата Торжка, преследуя отступающих, монгольская конница двинулась на Новгород, однако не дойдя 100 вёрст, у погоста Игнач Крест она повернула назад[9].
- Март — Даниил и Василько Романовичи отбили город Дорогичин (сов. Дрохичин) у добжиньских рыцарей. Тем самым власть Романовичей была установлена практически над всей территорией Владимиро-Волынского и Галицкого княжеств, что привело к восстановлению Галицко-Волынского княжества[7][12].
- Март— май — разорение части Смоленского и Черниговского княжеств.
- Апрель—май — Оборона Козельска. Взятие Козельска, город 49 дней оказывал сопротивление монголам. Был сожжён дотла и назван Батыем «злым». Под стенами Козельска погибло более 4 тысяч захватчиков, включая трёх сыновей монгольских темников[9].
- От верховьев Оки монголы направляются в Подесенье, а от туда уходят на отдых в Половецкую степь[9].
- Итого похода: разгром основных сил Владимиро-Суздальской и Муромо-Рязанских княжеств, гарнизонов пограничных земель и крепостей Новгородской и Черниговских земель[9].
- Итого похода: гибель под Коломной монгольского воееноначальника, пятого сына Чингисхана Кюлькана[9].
- Итоги похода: в боях при обороне русских городов погибли князья: Юрий Игоревич, Роман Игоревич, Юрий Всеволодович, Всеволод Юрьевич, Владимир Юрьевич, Мстислав Юрьевич, Василько Константинович, Всеволод Константинович и не названного по имени сына киевского князя Ярослава Всеволодовича (при обороне Твери), Василия козельского и других[9].

#### Правление Михаила Всеволодовича
- Весна 1238—1240 — в Киеве стал княжить Михаил Всеволодович Черниговский, который оставил в Галиче на княжении своего сына Ростислава Михайловича[13].
- Даниил Романович, воспользовавшись уходом Михаила Всеволодовича на киевское княжение и непрочным положением его сына Ростислава Михайловича ушедшего в поход на ВКЛ, идёт к Галичу и окончательно овладел Галицким княжеством восторженно встреченный горожанами. Ростислав бежит в Венгрию[7][12].
- 1238—1246 — Ярослав Всеволодович стал владимирским князем, после гибели Юрия Всеволодовича в Ситской битве[14].
  - Ярослав Всеволодович начинает восстановление г. Владимир после татарского разорения, собирает разбежавшихся жителей, хоронит убитых. Ярослав раздаёт волости своим братьям: Суздаль — Святославу (по другим данным вместе с Суздалем отдаёт и Ростов, но по другим данным в Ростове садятся малолетние дети Василька Константиновича с матерью-опекуншею), Стародуб — Ивану[15].
- 1238—1247 — суздальский князь Святослав Всеволодович[16].
  - 1238—1241 — Суздаль становится столицей Суздальского княжества[17].
- После гибели Василько Константиновича из состава Ростовского княжества выделяется Белозерское княжество под властью второго сына Глеба Васильковича. Ростовское княжество стало представлять собой две автономные территории (Ростов и его округа. Устюг и земли по рекам Сухона, Юг и прочее)[18].
- 1238—1277 — ростовский князь Борис Василькович[18].
- 1238—1264 — Даниил Романович второй раз и до своей смерти (ум. 1264) становится верховным правителем Галицко-Волынского княжества[12].
- Даниил Галицкий заключает союз с литовским князем Миндовгом и направляет его против герцога Конрада I[7].
- Василько Романович, младший брат Даниила Романовича, оставаясь самостоятельным правителем Владимиро-Волынского княжества, признавал верховную власть старшего брата[12].
- По Новгородской четвёртой летописи Александр Невский женился в Торопце на Александре Брячиславне, дочери князя половецкого Брячислава Васильевича[19] (по другой летописи в 1239 году)[20].
- Впервые упомянут Ярослав Ярославич, оставшийся в живых после нашествия Батыя, родоначальник князей Тверских и первый самостоятельный князь Тверского княжества с 1247 года[21].
- Город Галич (Костромской) впервые упомянут в летописи.

## Начало правления
См.также: Список глав государств в 1238 году
- Айюбиды — Аль-Адиль II (1238—1240).
- Краковским князем стал Генрих II Набожный.
- Внебрачный сын императора Фридриха II Энцо стал королём Сардинии.

## Родились
См. также: Категория:Родившиеся в 1238 году
- Тибо V Шампанский.
- Мейнхард II.
- Магнус VI Хоконсон Лагабётер.

## Скончались
См. также: Категория:Умершие в 1238 году
- Юрий II Всеволодович — великий князь владимирский.
- Агафия Всеволодовна — супруга великого князя Юрия Всеволодовича.
- Феодора — дочь великого князя Юрия Всеволодовича.
- Василько Константинович — князь ростовский.
- Евпатий Коловрат — рязанский боярин и богатырь, герой времён нашествия Батыя.
- Христина Владимирская — жена князя Владимира Юрьевича.

Орда:
- Кюльхан — младший сын Чингисхана.
- Аль-Камиль — султан Египта.